# Per Gustaf Calleberg
Per Gustaf Calleberg, född 9 augusti 1861 i Gunnarsbo, död 30 augusti 1925 i Arjeplogs församling, var en svensk präst och översättare.
Calleberg var son till hemmansägaren Daniel Calleberg och Catharina Blom. Han tog avgångsexamen i Falun 1884, tog prästexamen och prästvigdes för Härnösands stifts lappmarksförsamlingar 1886. Calleberg blev pastorsadjunkt och vice pastor i Arvidsjaurs församling och var kyrkoherde i Arjeplogs församling från 1889. Från 1906 var Calleberg kontraktsprost i lappmarkens andra kontrakt. Calleberg översatte även delar av Nya testamentet och Odhners lärobok i Fäderneslandets historia till samiska. Han var sedan 1889 gift med folkskollärarinnan Birgitta Catharina Olsson, med vilken han hade sju barn.